# Sutton Lane Ends
Sutton Lane Ends är en by i Cheshire East distrikt i Cheshire grevskap i England. Det är även en civil parish som heter enbart Sutton. Byn är belägen 52,6 km 
från Chester. Orten har 929 invånare (2015).